# Paderno Ponchielli
Paderno Ponchielli är en ort och kommun i provinsen Cremona i regionen Lombardiet i Italien. Kommunen hade 1 407 invånare (2018).